# Julien Bonetat
Julien Bonetat, né le 28 juin 1971 à Toursest un joueur professionnel de squash représentant la France. Il atteint en novembre 1996, la 13e place mondiale sur le circuit international, son meilleur classement.

## Biographie
Il domine le classement national français de 1992 à 1998 et devient champion de France en 1993.
Il est le premier Français à avoir atteint la 13e place au classement mondial, son meilleur classement.
Le style de jeu de Julien Bonetat a inspiré le champion du monde égyptien Amr Shabana.
Le 20 janvier 1990, il est suspendu un an par la Fédération française de squash à la suite d'un contrôle positif à la testostérone en mai 1989 lors des championnats de France. Il sera blanchi par le Ministère des Sports en 1999.
En 1992 et 1993, il participe aux Championnats d'Europe par équipes (3e en 1993, la France obtient ainsi son premier podium en championnat).
Champion de France en 1993, il est sélectionné en équipe de France deux ans plus tard pour participer aux championnats du monde par équipes au Caire (Égypte).
Il atteint en novembre 1996 son plus haut rang au classement mondial individuel PSA (13e).

## Palmarès

### Titres sur lePSATour (1)
| Année | Tournoi    | Finaliste   | Score         |
| 1995  | Lille Open | Byron Davis | 9-5, 9-6, 9-0 |

### Finales sur lePSATour (3)
| Année | Tournoi      | Vainqueur       | Score                     |
| 1999  | Regatas Open | Del Harris      | 17-16, 15-4, 15-10        |
| 1998  | Regatas Open | Stewart Boswell | 12-15, 15-12, 15-6, 15-11 |
| 1995  | Antibes Open | Paul Gregory    | 7-9, 6-9, 9-1, 9-0, 10-8  |